# 科濟夫卡 (科佐瓦區)
49°27′25″N 25°6′30″E / 49.45694°N 25.10833°E
科濟夫卡（烏克蘭語：Козівка）是位於烏克蘭西部特諾皮爾州裏特諾皮爾區的村莊，距離科佐瓦2.5公里，始建於1697年，面積0.15平方公里，2001年人口696。